# Gschwendt (Gemeinde Strobl)
Gschwendt ist eine Ortschaft und Katastralgemeinde in der Gemeinde Strobl in Salzburg.
Die Ortschaft befindet sich etwa 6 Kilometer südöstlich von St. Gilgen und 4 Kilometer westlich von Strobl. Zur Ortschaft zählt auch die Rotte Forsthub.
Gschwendt liegt am Südufer des Wolfgangsees auf der Zinkenbach-Halbinsel, einem ebenen Schwemmkegel des Zinkenbaches, der durch den benachbarten Ort Abersee fließt, wo er die Grenze zwischen den Gemeinden St. Gilgen und Strobl bildet.